# Смоукі-Лейкс
Графство Смоукі-Лейкс (англ. Smoky Lake County) — муніципальний район в Канаді, у провінції Альберта.

## Населення
За даними перепису 2016 року, муніципальний район нараховував 4107 жителів, показавши зростання на 5%, порівняно з 2011-м роком. Середня густина населення становила 1,2 осіб/км².
З офіційних мов обидвома одночасно володіли 85 жителів, тільки англійською — 4 015. Усього 480 осіб вважали рідною мовою не одну з офіційних, з них 125 — одну з корінних мов, а 180 — українську.
Працездатне населення становило 63,5% усього населення, рівень безробіття — 14,3% (18,8% серед чоловіків та 8,4% серед жінок). 74,1% були найманими працівниками, 24% — самозайнятими.
Середній дохід на особу становив $43 719 (медіана $30 208), при цьому для чоловіків — $53 716, а для жінок $33 046 (медіани — $36 096 та $25 984 відповідно).
24,3% мешканців мали закінчену шкільну освіту, не мали закінченої шкільної освіти — 28,4%, 47,2% мали післяшкільну освіту, з яких 16,6% мали диплом бакалавра, або вищий, 10 осіб мали вчений ступінь.
| Статево-вікова структура населення | Статево-вікова структура населення | Статево-вікова структура населення | Статево-вікова структура населення | Статево-вікова структура населення |
| ---------------------------------- | ---------------------------------- | ---------------------------------- | ---------------------------------- | ---------------------------------- |
|                                    |                                    |                                    |                                    |                                    |
| Всього                             | Всього                             | 51,2%48,8%                         |                                    |                                    |
| 0 — 14 років                       | 0 — 14 років                       |                                    | 19,1%                              | 19,1%                              |
| 15 — 64 років                      | 15 — 64 років                      |                                    | 63,7%                              | 63,7%                              |
| 65 і більше                        | 65 і більше                        |                                    | 17,2%                              | 17,2%                              |
| 85 і більше                        | 85 і більше                        |                                    | 1,3%                               | 1,3%                               |
| Середній вік (років)               | Середній вік (років)               | 40,741,2                           | 40,9                               | 40,9                               |
| Медіана (років)                    | Медіана (років)                    | 43,244,5                           | 43,7                               | 43,7                               |
| — чоловіки — жінки                 |                                    |                                    |                                    |                                    |

| Походження мешканців:     | Походження мешканців:     | Походження мешканців: | Походження мешканців: | Походження мешканців: |
| ------------------------- | ------------------------- | --------------------- | --------------------- | --------------------- |
| Походження                |                           |                       | осіб                  | %                     |
| Корінні американці        | Корінні американці        |                       | 1 670                 | 41.44%                |
| Інше північноамериканське | Інше північноамериканське |                       | 625                   | 15.51%                |
| Європейське               | Європейське               |                       | 2 685                 | 66.63%                |
| британське                | британське                |                       | 1 085                 | 26.92%                |
| французьке                | французьке                |                       | 610                   | 15.14%                |
| українське                | українське                |                       | 1 200                 | 29.78%                |
| Карибське                 | Карибське                 |                       | 10                    | 0.25%                 |
| Латинськоамериканське     | Латинськоамериканське     |                       | 15                    | 0.37%                 |
| Африканське               | Африканське               |                       | 20                    | 0.5%                  |
| Азійське                  | Азійське                  |                       | 35                    | 0.87%                 |

| Зайнятість населення за галузями (за класифікацією NOC): | Зайнятість населення за галузями (за класифікацією NOC): | Зайнятість населення за галузями (за класифікацією NOC): | Зайнятість населення за галузями (за класифікацією NOC): | Зайнятість населення за галузями (за класифікацією NOC): |
| -------------------------------------------------------- | -------------------------------------------------------- | -------------------------------------------------------- | -------------------------------------------------------- | -------------------------------------------------------- |
|                                                          |                                                          |                                                          |                                                          |                                                          |
| Управління                                               | Управління                                               |                                                          | 21,2%                                                    | 21,2%                                                    |
| Бізнес, фінанси та адміністрування                       | Бізнес, фінанси та адміністрування                       |                                                          | 10,1%                                                    | 10,1%                                                    |
| Природничі та прикладні науки                            | Природничі та прикладні науки                            |                                                          | 4,9%                                                     | 4,9%                                                     |
| Охорона здоров'я                                         | Охорона здоров'я                                         |                                                          | 4,2%                                                     | 4,2%                                                     |
| Освіта, правозахист, муніципальні та урядові служби      | Освіта, правозахист, муніципальні та урядові служби      |                                                          | 8,4%                                                     | 8,4%                                                     |
| Мистецтво, культура, відпочинок та спорт                 | Мистецтво, культура, відпочинок та спорт                 |                                                          | 1%                                                       | 1%                                                       |
| Роздрібна торгівля та послуги                            | Роздрібна торгівля та послуги                            |                                                          | 13,6%                                                    | 13,6%                                                    |
| Гуртова торгівля, транспорт та обладнання                | Гуртова торгівля, транспорт та обладнання                |                                                          | 27,2%                                                    | 27,2%                                                    |
| Природні ресурси, сільське господарство                  | Природні ресурси, сільське господарство                  |                                                          | 7,4%                                                     | 7,4%                                                     |
| Виробництво                                              | Виробництво                                              |                                                          | 2,2%                                                     | 2,2%                                                     |

## Населені пункти
До складу муніципального району входять містечко Смоукі-Лейк, села Вільна, Весетне, індіанська резервація Седдл-Лейк, а також хутори, інші малі населені пункти та розосереджені поселення.
Існує поселення Стрий (Stry), яке назвали перші українці поселенці на честь українського міста Стрий.

## Клімат
Середня річна температура становить 1,6°C, середня максимальна – 21,2°C, а середня мінімальна – -22,6°C. Середня річна кількість опадів – 454 мм.
| Клімат поселення                              | Клімат поселення | Клімат поселення | Клімат поселення | Клімат поселення | Клімат поселення | Клімат поселення | Клімат поселення | Клімат поселення | Клімат поселення | Клімат поселення | Клімат поселення | Клімат поселення | Клімат поселення |
| Показник                                      | Січ.             | Лют.             | Бер.             | Квіт.            | Трав.            | Черв.            | Лип.             | Серп.            | Вер.             | Жовт.            | Лист.            | Груд.            |                  |
| Середній максимум, °C                         | −9,14            | −5,57            | 0,52             | 10,38            | 17,16            | 21,16            | 20,84            | 20,05            | 14,77            | 8,87             | −2,05            | −9,15            |                  |
| Середня температура, °C                       | −15,86           | −12,28           | −6,2             | 3,66             | 10,45            | 14,45            | 16,10            | 15,30            | 10,00            | 4,12             | −6,8             | −13,89           |                  |
| Середній мінімум, °C                          | −22,59           | −19              | −12,92           | −3,07            | 3,74             | 7,73             | 11,34            | 10,55            | 5,26             | −0,63            | −11,53           | −18,64           |                  |
| Норма опадів, мм                              | 20               | 13               | 20               | 22               | 44               | 85               | 94               | 58               | 43               | 19               | 18               | 18               |                  |
| Середньомісячна швидкість вітру, м/с          | 3.11             | 3.10             | 3.30             | 3.60             | 3.70             | 3.30             | 3.10             | 3.00             | 3.11             | 3.40             | 3.36             | 3.24             |                  |
| Середньомісячна сонячна радіація, кДж/м²·день | 3295             | 6839             | 12204            | 17417            | 20666            | 21909            | 22126            | 18347            | 12347            | 7219             | 3574             | 2336             |                  |
| --------------------------------------------- | ---------------- | ---------------- | ---------------- | ---------------- | ---------------- | ---------------- | ---------------- | ---------------- | ---------------- | ---------------- | ---------------- | ---------------- | ---------------- |
| Джерело:                                      |                  |                  |                  |                  |                  |                  |                  |                  |                  |                  |                  |                  |                  |